# راوانا
راوانا یا راونه در اسطوره‌های هندی یک دیو و در عین حال شاه سرندیب (سری‌لانکا) است. راوانا ۱۰ سر و دو گوش دارد و از باورمندان به ایزد شیوا است اما قصد دارد بر ایزدان چیره شود. ۱۰ سر او نشانه آشنایی کامل او با شش کتاب تخصصی (شاستراها) و چهار کتاب اصلی دانش هندو (وداها) است. راوانا دیوی دانشور است و در نواختن ساز وینا نیز چیره‌دستی دارد.
راوانا دشمن اصلی راما، قهرمان اصلی حماسه هندی رامایانا است.
به‌موجب اساطیر هند هنگامی که راما به سرندیب مسافرت کرد، راوانا زن او «سیتا» را از دستش گرفت و راما برای رهایی زن خویش با فرمانروای میمون‌ها «سون» همدست شد و راوانا را کشت و زن خود را نجات داد.
هندوها در جشنواره‌های آیینی خود آدمک «شاه راوانا» را به عنوان نماد نیروی اهریمنی آتش می‌زنند.

## داستان
در رامایانا آمده‌است که ویشنو ایزد ایزدان برای بازگرداندن تعادل جهان که توسط راوانا دچار بی تعادلی گشته‌است در آواتار راما و به عنوان پسر پادشاه متولد می‌شود. پادشاه داشارتا چند همسر دارد و راما بزرگترین پسر پادشاه است. پادشاه احساس می‌کند که دوران پیری وی نزدیک می‌شود و اعلام می‌کند که می‌خواهد پسر خود راما را به تخت بنشاند و خود کناره گیری کند اما ملکه جوان کشور از این خبر خشمگین می‌شود و می‌خواهد پسر او بهاراتا بر تخت بنشیند و چون پادشاه زمانی به او وعده داده بود که هر چه او بخواهد انجام دهد، به نزد شوهر می‌رود و از او می‌خواهد که راما را برای ۱۴ سال در جنگلی به ریاضت و آوارگی روانه سازد و بهاراتا را به جای برادر بر تخت نشاند.
پادشاه از شنیدن این خبر اندوهگین می‌شود و از ملکه می‌خواهد از این تصمیم صرف نظر کند اما ملکه می‌گوید یک پادشاه نباید عهد خود را فراموش کند. وقتی راما از این رویداد باخبر می‌شود اعلام می‌کند که در کمال رضایت از فرمان پدر اطاعت می‌کند و از همسرش سیتا می‌خواهد که تا بازگشت او بهاراتا را پادشاه بداند اما سیتا حاضر به ماندن نمی‌شود و همراه شوهرش به جنگل می‌رود. در این سفر لاکشمن ـبرادر دیگر راما ـنیز باوی همسفر می‌شود.
در این زمان پادشاه از غم دوری فرزند می‌میرد اما پسر نامادری راما، یعنی بهاراتا، که برادرش را بسیار دوست می‌داشت حاضر به سلطنت نمی‌شود و صندل‌های رام را به جای او بر تخت می‌گذارد و سلطنت را برای او به امانت نگه می‌دارد.
در این میان خواهر راوانای دیو که پادشاه لانکا (سرندیب) بود عاشق رام می‌شود و سعی می‌کند او را اغوا کند اما رام به تمسخر به او می‌خندد و وقتی زن دست برنمی‌دارد لاکشمان دماغ زن را می‌برد. خواهر هم نزد برادرش می‌رود به شکایت و راوانا هم به قصد انتقام سیتا را می‌دزدد. راوانا خود را به صورت غزالی در می‌آورد و سیتا را فریب می‌دهد و وی را با خود به آسمان‌ها می‌برد. رام که خیال می‌کند سیتا خود با راوانا رفته و به او خیانت کرده‌است با لشکری از میمون‌ها به جنگ راوانا می‌رود تا از او انتقام بگیرد.
راما و لاکشمن به دنبال سیتا همه جا را زیر پا می‌گذارند. راما برای نجات همسر از پادشاه میمون‌ها به نام سوگریوا درخواست کمک می‌کند و سوگریوا سردار بزرگ خود هانومان را به فرماندهی ارتش میمون‌ها برای جنگ با راوانا و نجات سیتا برمی‌گزیند. هانومان در جنگ با دلاوری بسیار، دیو راوانا و لشکریانش را شکست داده و سیتا را نجات می‌دهد. او سپس برای نجات جان لاکشمان، برادر راما به هیمالیا پرواز می‌کند و دانه‌های گیاهی نایاب را از کوه یافته و برمی‌گردد.
رام راوانا را می‌کشد و سیتا را نجات می‌دهد. سیتا پس از نجات به دلیل شایعاتی که دربارهٔ او بر سر زبان‌ها افتاده‌است که وی به راما خیانت کرده و همسر راوانا شده‌است از آتش می‌گذرد و بی‌گناهی خود را به اثبات می‌رساند.
راما و سیتا بعد از پایان دوره تبعیدشان به سرزمین‌شان برمی‌گردند و راما برتخت سلطنت می‌نشیند. مردم راما را چنان دوست می‌داشتند که اکنون نیز به هنگام درود فرستادن ٬کف دستها را به هم می‌گذارند و می‌گویند: «رام. رام» مردم هند هر سال در جشن دیوالی که به معنی نور است، بازگشت آنها از جنگل را جشن می‌گیرند و سال نو هندی نیز با این جشن آغاز می‌شود. در دوران‌های بعد راما در دل مردم به صورت خدایی که به سیمای آدمی درآمده بود، جای می‌گیرد.